# Edwin Duff
John „Edwin“ Duff (* 4. Juni 1928 in Forfar, Unitary Authority Angus, Schottland; † 9. Juli 2012) war ein australischer Pop- und Jazzsänger, der eine eigene Fernsehshow hatte.

## Leben und Wirken
Duff wuchs bei seiner Großmutter auf, nachdem seine Eltern 1930 während der Wirtschaftskrise nach Australien ausgewandert waren. Er besuchte die Schule in Dundee und wurde 1938 von seiner Mutter mit nach Australien genommen. Bei der Überfahrt gewann er einen Gesangswettbewerb und erhielt die Einladung, bei der Melbourner Radiostation 3KZ aufzutreten. Dort sang er in Kinderprogrammen und Shows; daneben besuchte er kurze Zeit die Highschool in Melbourne, die er mit 14 Jahren verließ, um in Caféhäusern als Jazzsänger aufzutreten. Auch tourte er mit Jack Brokensha. Anfang der 1950er Jahre zog er nach Auckland, um dort mit der Band von Crombie Murdoch zu arbeiteten, mit der Aufnahmen für das Label Stebbing entstanden. Unter eigenem Namen spielte er in Neuseeland Mainstream-Pop-Titel ein, etwa ein Frankie-Laine-Cover I’m Just a Poor Bachelor.  1954 zog er in die Vereinigten Staaten, wo er bis 1964 blieb und in Las Vegas und in Greenwich Village auftrat.
Nach seiner Rückkehr nach Australien erschien Duff regelmäßig in Fernsehshows, hatte beim Radiosender ABC eine eigene Sendung, A Date With Duff und trat mit Gästen wie Dizzy Gillespie, Gene Krupa, The Ink Spots, Carmen McRae, Buddy Rich, Art Tatum und Shirley Bassey auf. Ferner trat er in der Nachtclubszene von Sydneys King’s Cross auf und in den 1970er Jahren in Saturday Night Live. Stimmbandprobleme unterbrachen 1987 seine Karriere; es folgten 1999 Auftritte in der Show The Stars Come Out; 2000 gewann er mit seinem Song The Heartbeat of Sydney den Wettbewerb Song of Sydney der Sydney Cabaret Convention. 2002 trat er mit James Morrison und Don Burrows in Liverpool auf; letzte Auftritte Duffs folgten 2005 und 2009, bevor er im Juli 2012 an den Folgen eines Schlaganfalls starb. Duff wirkte zwischen 1948 und 1986 bei sieben Aufnahmesessions mit.